# LIII periodo legislativo del Congreso Nacional de Chile
El LIII periodo legislativo del Congreso Nacional de Chile corresponde a la legislatura del Congreso Nacional, tras las elecciones parlamentarias de 2009, conformado por los senadores y los diputados miembros de sus respectivas cámaras, que inició el día 11 de marzo de 2010 para concluir el día 11 de marzo de 2014.
En el proceso electoral de 2009 se renovó en su totalidad la Cámara de Diputados, cuyos diputados ejercerán sus cargos por un periodo de cuatro años y, por ende, únicamente en este periodo legislativo; asimismo, se eligieron 18 senadores correspondientes a las circunscripciones de las regiones I, III, V, VII, IX, XI, y XV, que desempeñarán sus cargos por un periodo de ocho años, y por lo tanto lo harán también en el posterior periodo legislativo. En las elecciones de 2005 se eligieron 20 senadores, correspondientes a las circunscripciones de las regiones II, IV, VI, VIII, X, XII y la Región Metropolitana de Santiago, que concluirán su mandato durante este periodo legislativo.

## Senado de la República
El Senado de la República se conformó con 20 senadores electos desde 2005 y que ya estaban presentes desde el anterior periodo legislativo y 18 nuevos senadores correspondiente a las regiones de Arica y Parinacota, Tarapacá, Atacama, Valparaíso, Maule, La Araucanía y Aysén, electos para un periodo de ocho años, danto un total de 38 senadores.
La composición del Senado en el LIII periodo legislativo fue el siguiente:

### Número de senadores por partido político
| Partido | Partido                         | Senadores |
| ------- | ------------------------------- | --------- |
|         | Movimiento Amplio Social        | 1         |
|         | Partido Demócrata Cristiano     | 9         |
|         | Partido por la Democracia       | 4         |
|         | Partido Radical Socialdemócrata | 1         |
|         | Partido Socialista de Chile     | 5         |
|         | Renovación Nacional             | 8         |
|         | Unión Demócrata Independiente   | 8         |
|         | Independientes fuera de pacto   | 2         |

### Miembros
| Región                      | Circunscripción | Senadores                                                      | Partido  | Región       | Circunscripción | Senadores                                       | Partido |
| --------------------------- | --------------- | -------------------------------------------------------------- | -------- | ------------ | --------------- | ----------------------------------------------- | ------- |
| Arica y Parinacota-Tarapacá | 1               | Jaime Orpis Bouchon Fulvio Rossi Ciocca                        | UDI PS   | Maule        | 11              | Hernán Larraín Fernández Ximena Rincón González | UDI PDC |
| Antofagasta                 | 2               | José Antonio Gómez Urrutia Carlos Cantero Ojeda                | PRSD IND | Bío-Bío      | 12              | Alejandro Navarro Brain Hosain Sabag Castillo   | MAS PDC |
| Atacama                     | 3               | Isabel Allende Bussi Baldo Prokurica Prokurica                 | PS RN    | Bío-Bío      | 13              | Mariano Ruiz-Esquide Jara Víctor Pérez Varela   | PDC UDI |
| Coquimbo                    | 4               | Jorge Pizarro Soto Gonzalo Uriarte Herrera                     | PDC UDI  | La Araucanía | 14              | Alberto Espina Otero Jaime Quintana Leal        | RN PPD  |
| Valparaíso                  | 5               | Lily Pérez San Martín Ignacio Walker Prieto                    | RN PDC   | La Araucanía | 15              | Eugenio Tuma Zedán José García Ruminot          | PPD RN  |
| Valparaíso                  | 6               | Ricardo Lagos Weber Francisco Chahuán Chahuan                  | PPD RN   | Los Ríos     | 16              | Eduardo Frei Ruiz-Tagle Carlos Larraín Peña     | PDC RN  |
| Metropolitana               | 7               | Guido Girardi Lavín Jovino Novoa Vásquez                       | PPD UDI  | Los Lagos    | 17              | Camilo Escalona Medina Carlos Kuschel Silva     | PS RN   |
| Metropolitana               | 8               | Soledad Alvear Valenzuela Ena von Baer Jahn                    | PDC UDI  | Aysén        | 18              | Antonio Horvath Kiss Patricio Walker Prieto     | RN PDC  |
| O'Higgins                   | 9               | Juan Pablo Letelier Morel Alejandro García-Huidobro Sanfuentes | PS UDI   | Magallanes   | 19              | Pedro Muñoz Aburto Carlos Bianchi Chelech       | PS IND  |
| Maule                       | 10              | Juan Antonio Coloma Correa Andrés Zaldívar Larraín             | UDI PDC  |              |                 |                                                 |         |

### Presidentes del Senado
| Inicio              | Término             | Presidente | Presidente             | Partido | Partido |
| ------------------- | ------------------- | ---------- | ---------------------- | ------- | ------- |
| 11 de marzo de 2010 | 15 de marzo de 2011 |            | Jorge Pizarro Soto     |         | PDC     |
| 15 de marzo de 2011 | 20 de marzo de 2012 |            | Guido Girardi Lavín    |         | PPD     |
| 20 de marzo de 2012 | 20 de marzo de 2013 |            | Camilo Escalona Medina |         | PS      |
| 20 de marzo de 2013 | 11 de marzo de 2014 |            | Jorge Pizarro Soto     |         | PDC     |

### Vicepresidente
- Primer año de ejercicio (2010-2011):
  - José Antonio Gómez Urrutia (PRSD)
- Segundo año de ejercicio (2011-2012):
  - Juan Pablo Letelier Morel (PS)
- Tercer año de ejercicio (2012-2013):
  - Alejandro Navarro Brain (MAS)
- Cuarto año de ejercicio (2013-2014):
  - José Antonio Gómez Urrutia (PRSD)

## Cámara de Diputados
La Cámara de Diputados está compuesta por 120 legisladores electos para un periodo de 4 años y reelegibles para el periodo inmediato. Los 120 diputados son electos mediante el sistema binominal.por cada uno de los Distritos Electorales del país.
La composición de la Cámara de Diputados en el LIII Período Legislativo es como sigue:

### Número de diputados por partido político
| Partido | Partido                                    | Diputados |
| ------- | ------------------------------------------ | --------- |
|         | Partido Comunista                          | 3         |
|         | Partido Demócrata Cristiano                | 19        |
|         | Partido por la Democracia                  | 18        |
|         | Partido Radical Socialdemócrata            | 5         |
|         | Partido Regionalista de los Independientes | 2         |
|         | Partido Socialista de Chile                | 11        |
|         | Renovación Nacional                        | 17        |
|         | Unión Demócrata Independiente              | 38        |
|         | Izquierda Ciudadana                        | 1         |
|         | Independientes fuera de pacto              | 6         |

### Miembros
| Región             | Distrito | Diputado                                           | Partido  | Región        | Distrito | Diputado                                                     | Partido  |
| ------------------ | -------- | -------------------------------------------------- | -------- | ------------- | -------- | ------------------------------------------------------------ | -------- |
| Arica y Parinacota | 1        | Orlando Vargas Pizarro Nino Baltolu Rasera         | PPD UDI  | Metropolitana | 31       | Cristián Letelier Aguilar Denise Pascal Allende              | IND PS   |
| Tarapacá           | 2        | Marta Isasi Barbieri Hugo Gutiérrez Gálvez         | IND PCCh | O'Higgins     | 32       | Issa Kort Garriga Juan Luis Castro González                  | UDI PS   |
| Antofagasta        | 3        | Felipe Ward Edwards Marcos Espinosa Monardes       | UDI PRSD | O'Higgins     | 33       | Ricardo Rincón González Eugenio Bauer Jouanne                | PDC UDI  |
| Antofagasta        | 4        | Manuel Rojas Molina Pedro Araya Guerrero           | UDI PRI  | O'Higgins     | 34       | Javier Macaya Danús Alejandra Sepúlveda Orbenes              | UDI PRI  |
| Atacama            | 5        | Lautaro Carmona Soto Carlos Vilches Guzmán         | PCCh UDI | O'Higgins     | 35       | Juan Carlos Latorre Carmona Ramón Barros Montero             | PDC UDI  |
| Atacama            | 6        | Alberto Robles Pantoja Giovanni Calderón Bassi     | PRSD UDI | Maule         | 36       | Roberto León Ramírez Celso Morales Muñoz                     | PDC UDI  |
| Coquimbo           | 7        | Marcelo Díaz Díaz Mario Bertolino Rendic           | PS RN    | Maule         | 37       | Germán Verdugo Soto Sergio Aguiló Melo                       | RN IC    |
| Coquimbo           | 8        | Matías Walker Prieto Pedro Velásquez Seguel        | PDC IND  | Maule         | 38       | Pedro Pablo Álvarez-Salamanca Ramírez Pablo Lorenizini Basso | UDI PDC  |
| Coquimbo           | 9        | Luis Lemus Aracena Adriana Muñoz d'Albora          | PS PPD   | Maule         | 39       | Romilio Gutiérrez Pino Jorge Tarud Daccarett                 | UDI PPD  |
| Valparaíso         | 10       | Andrea Molina Oliva Eduardo Cerda García           | UDI PDC  | Maule         | 40       | Guillermo Ceroni Fuentes Ignacio Urrutia Bonilla             | PPD UDI  |
| Valparaíso         | 11       | Gaspar Rivas Sánchez Marco Antonio Núñez Lozano    | RN PPD   | Bío-Bío       | 41       | Carlos Abel Jarpa Wevar Rosauro Martínez Labbé               | PRSD RN  |
| Valparaíso         | 12       | Arturo Squella Ovalle Marcelo Schilling Rodríguez  | UDI PS   | Bío-Bío       | 42       | Frank Sauerbaum Muñoz Jorge Sabag Villalobos                 | RN PDC   |
| Valparaíso         | 13       | Joaquín Godoy Ibáñez Aldo Cornejo González         | RN PDC   | Bío-Bío       | 43       | Cristián Campos Jara Jorge Ulloa Aguillón                    | PPD UDI  |
| Valparaíso         | 14       | Edmundo Eluchans Urenda Rodrigo González Torres    | UDI PPD  | Bío-Bío       | 44       | José Miguel Ortiz Novoa Enrique van Rysselberghe Herrera     | PDC UDI  |
| Valparaíso         | 15       | María José Hoffmann Opazo Víctor Torres Jeldes     | UDI PDC  | Bío-Bío       | 45       | Sergio Bobadilla Muñoz Clemira Pacheco Rivas                 | UDI PS   |
| Metropolitana      | 16       | Patricio Melero Abaroa Gabriel Silber Romo         | UDI PDC  | Bío-Bío       | 46       | Manuel Monsalve Benavides Iván Norambuena Farías             | PS UDI   |
| Metropolitana      | 17       | María Antonieta Saa Díaz Karla Rubilar Barahona    | PPD RN   | Bío-Bío       | 47       | Joel Rosales Guzmán José Pérez Arriagada                     | UDI PRSD |
| Metropolitana      | 18       | Cristina Girardi Lavín Nicolás Monckeberg Díaz     | PPD RN   | La Araucanía  | 48       | Gonzalo Arenas Hödar Mario Venegas Cárdenas                  | UDI PDC  |
| Metropolitana      | 19       | Patricio Hales Dib Claudia Nogueira Fernández      | PPD UDI  | La Araucanía  | 49       | Fuad Chahin Valenzuela Enrique Estay Peñaloza                | PDC UDI  |
| Metropolitana      | 20       | Pepe Auth Steward Mónica Zalaquett Said            | PPD UDI  | La Araucanía  | 50       | Germán Becker Alvear René Saffirio Espinoza                  | RN PDC   |
| Metropolitana      | 21       | Jorge Burgos Varela Marcela Sabat Fernández        | PDC RN   | La Araucanía  | 51       | Joaquín Tuma Zedan José Manuel Edwards Silva                 | PPD RN   |
| Metropolitana      | 22       | Alberto Cardemil Herrera Felipe Harboe Bascuñán    | RN PPD   | La Araucanía  | 52       | Fernando Meza Moncada René Manuel García García              | PRSD RN  |
| Metropolitana      | 23       | Cristián Monckeberg Bruner Ernesto Silva Méndez    | RN UDI   | Los Ríos      | 53       | Roberto Delmastro Naso Alfonso de Urresti Longton            | IND PS   |
| Metropolitana      | 24       | María Angélica Cristi Marfil Enrique Accorsi Opazo | UDI PPD  | Los Ríos      | 54       | Gastón Von Mühlenbrock Zamora Enrique Jaramillo Becker       | UDI PPD  |
| Metropolitana      | 25       | Felipe Salaberry Soto Ximena Vidal Lázaro          | UDI PPD  | Los Lagos     | 55       | Sergio Ojeda Uribe Javier Hernández Hernández                | PDC UDI  |
| Metropolitana      | 26       | Carlos Montes Cisternas Gustavo Hasbún Selume      | PS UDI   | Los Lagos     | 56       | Fidel Espinoza Sandoval Carlos Recondo Lavanderos            | PS UDI   |
| Metropolitana      | 27       | Iván Moreira Barros Tucapel Jiménez Fuentes        | UDI PPD  | Los Lagos     | 57       | Marisol Turres Figueroa Patricio Vallespín López             | UDI PDC  |
| Metropolitana      | 28       | Guillermo Teillier del Valle Pedro Browne Urrejola | PCCh RN  | Los Lagos     | 58       | Alejandro Santana Tirachini Gabriel Ascencio Mansilla        | RN PDC   |
| Metropolitana      | 29       | Osvaldo Andrade Lara Leopoldo Pérez Lahsen         | PS RN    | Aysén         | 59       | David Sandoval Plaza René Alinco Bustos                      | UDI IND  |
| Metropolitana      | 30       | Ramón Farías Ponce José Antonio Kast Rist          | PPD UDI  | Magallanes    | 60       | Carolina Goic Boroevic Miodrag Marinovic Solo de Zaldívar    | PDC IND  |

### Presidentes de la Cámara de Diputados
| Inicio              | Término             | Presidente | Presidente                  | Partido | Partido |
| ------------------- | ------------------- | ---------- | --------------------------- | ------- | ------- |
| 11 de marzo de 2010 | 15 de marzo de 2011 |            | Alejandra Sepúlveda Orbenes |         | PRI     |
| 15 de marzo de 2011 | 20 de marzo de 2012 |            | Patricio Melero Abaroa      |         | UDI     |
| 20 de marzo de 2012 | 3 de abril de 2013  |            | Nicolás Monckeberg Díaz     |         | RN      |
| 3 de abril de 2013  | 11 de marzo de 2014 |            | Edmundo Eluchans Urenda     |         | UDI     |

### Vicepresidentes
- Primer año de ejercicio (2010 - 2011):
  - Germán Becker Alvear (RN)
  - Iván Moreira Barros (UDI)
- Segundo año de ejercicio (2011 - 2012):
  - Pedro Araya Guerrero (PRI)
  - Mario Bertolino Rendic (RN)
- Tercer año de ejercicio (2012 - 2013):
  - Carlos Recondo Lavanderos (UDI)
  - Miodrag Marinovic Solo de Zaldívar (Independiente)
- Cuarto año de ejercicio (2013 - 2014):
  - Joaquín Godoy Ibáñez (RN)
  - Pedro Velásquez Seguel (Independiente)
  - Roberto Delmastro Naso (Independiente)

### Jefes de Bancada
- Partido Comunista de Chile:
  - Guillermo Teillier
- Partido Demócrata Cristiano de Chile:
  - Ricardo Rincón
- Partido por la Democracia:
  - Marco Antonio Núñez
- Partido Radical Socialdemócrata:
  - José Pérez
- Partido Regionalista de los Independientes:
  - Pedro Araya Guerrero
- Partido Socialista de Chile:
  - Marcelo Schilling
- Renovación Nacional:
  - Alberto Cardemil
- Unión Demócrata Independiente:
  - Gustavo Hasbún